# Cyclosorus dimorphus
Cyclosorus dimorphus là một loài thực vật có mạch trong họ Thelypteridaceae. Loài này được (Brause) Copel. mô tả khoa học đầu tiên năm 1951.